# Wyrd
Wyrd è un concetto della cultura inglese antica e norrena antica che corrisponde all'incirca a destino, fato, karma o sincronicità. 

## Etimologia
Deriva dal proto-germanico *wurdís, "fato", radice dell'alto tedesco antico wurt e del norreno urðr, che si ritrova nel nome di una delle Norne e del pozzo sacro Urðarbrunnr. Il termine norreno per "fato individuale" era ørlog.
Il termine wyrd è collegato con il verbo inglese antico woerthan, "divenire". Il termine poi si evolse (1400 circa) nell'aggettivo inglese medio weird, "fatidico" o "magico" (vedi Weird Sisters) e nell'inglese moderno (1815) weird, "strano" o "bizzarro".
Il termine ørlog è composto da ór, "originale", "primordiale" (cfr. ted. ur) o "oltre" e log, "legge". Quindi si può interpretare come "legge superiore", "legge suprema", "legge originale". Non è da confondersi con la parola ørlygi, "guerra", che ha dato origine al nederlandese oorlog e allo svedese örlog.

## Concetto
Il significato basilare del Wyrd si riferisce a come le azioni passate influenzino e condizionino continuamente il futuro. Ma anche come il futuro influenzi il passato. Tutte le azioni di tutti i tempi si influenzano a vicenda. Si ipotizza che, al contrario del Fato, il Wyrd sia tutt’altro che immobile ed immutabile: non si ripete mai allo stesso modo, non è il destino individuale, ma piuttosto una rete che collega ogni elemento ed ogni creatura dell'universo, e non conosce distinzioni tra passato e futuro. Niente veniva escluso da questa visione, e ciò che fosse ritenuto negativo o distruttivo, pur essendo allontanato o combattuto, era considerato in ogni caso parte del Wyrd. Ne deriva che qualsiasi azione personale va ad influire direttamente sul wyrd degli altri individui: ogni decisione, presa nel presente, genera un’eco che si propaga non solo nel futuro, ma anche nel passato, giacché nell’essere umano coesistono passato, presente e futuro; ogni azione che è influenza ciò che sarà e ciò che è stato, ogni azione che è stata influenza ciò che è e ciò che sarà, ogni azione che sarà influenza ciò che è stato e ciò che è. Ma non solo: ogni azione influirà sul wyrd altrui, e quindi su presente, passato e futuro altrui. Tutto l’universo di tutti i tempi, in questo modo, sarebbe stretto nella medesima, inestricabile, rete. Una visione simile si riscontra nel concetto di karma. 
Il concetto di fato (la norna Urðr) è collegato anche con la necessità (la norna Skuld), mentre il nome di Verðandi, la norna più giovane, deriva dal participio presente del verbo weorþan, "diventare".

## Attestazioni
Il poema antico inglese Il Vagabondo afferma che «Wyrd bið ful aræd» ("Il Fato rimane totalmente inesorabile"). Nel Beowulf si legge: «Gæð a wyrd swa hio scel!» ("il Fato prosegue come vuole!").
Secondo Vǫluspá 20 le tre Norne «originano le leggi», «decidono sulle vite dei bambini del tempo» e «promulgano il loro Ørlog». Frigg, tuttavia, mentre «conosce tutto l'ørlog», «non lo dice lei stessa» (Lokasenna 30). Gli alberi sono «ørloglausa» ("senza ørlog ") rispetto agli umani (Voluspa 17).